# Euterpe oleracea
L'açaí () (Euterpe oleracea Mart.) è una pianta della famiglia delle palme diffusa in Amazzonia.

## Descrizione
È una palma dal fusto sottile, alto sino a 25 m e con un diametro di 9-16 cm; le foglie, pinnate, sono lunghe sino a 3 m. Il frutto è una bacca tondeggiante di 1-2 cm di diametro, con epicarpo nerastro e mesocarpo porpora.

## Distribuzione e habitat
La specie è diffusa in Brasile, Ecuador, Venezuela, Colombia, Guyana, Guyana francese, Suriname e Trinidad e Tobago. Raggiunge la sua massima densità nell'estuario del Rio delle Amazzoni.

## Proprietà
La bacca, a cui sono attribuite proprietà terapeutiche, contiene fibra alimentare, vitamine A, B, C, E, sali minerali, metalli, fitosteroli, antiossidanti, grassi monoinsaturi.
Alcune aziende hanno dato inizio alla sua commercializzazione sotto forma di frutto in polvere disidratato, e alla commercializzazione di alcuni suoi derivati sotto forma di succhi e integratori alimentari. Un articolo pubblicato in Phytochemistry Letters e ripreso in un articolo del marzo 2011 di Nathan Gray, ha sottolineato che, valutando la letteratura scientifica disponibile, l'açaí non sembra avere livelli di antiossidanti così alti come propagandato.

## Usi
L'açaí viene usata dagli Indios per produrre il palmito. Lo sciroppo viene usato anche come variegato sul gelato allo yogurt.